# Le Siècle d'Auguste
Le Siècle d'Auguste ou Siècle d'Auguste : Naissance de N.S. Jésus Christ est un tableau de 1855 du peintre français Jean-Léon Gérôme. Mis en dépôt par l'État, il est conservé au Musée de Picardie, à Amiens. Ce tableau est une peinture à l'huile sur toile de 6,20 × 10,14 m qui représente les principaux événements du règne du premier empereur romain Auguste.

## Histoire

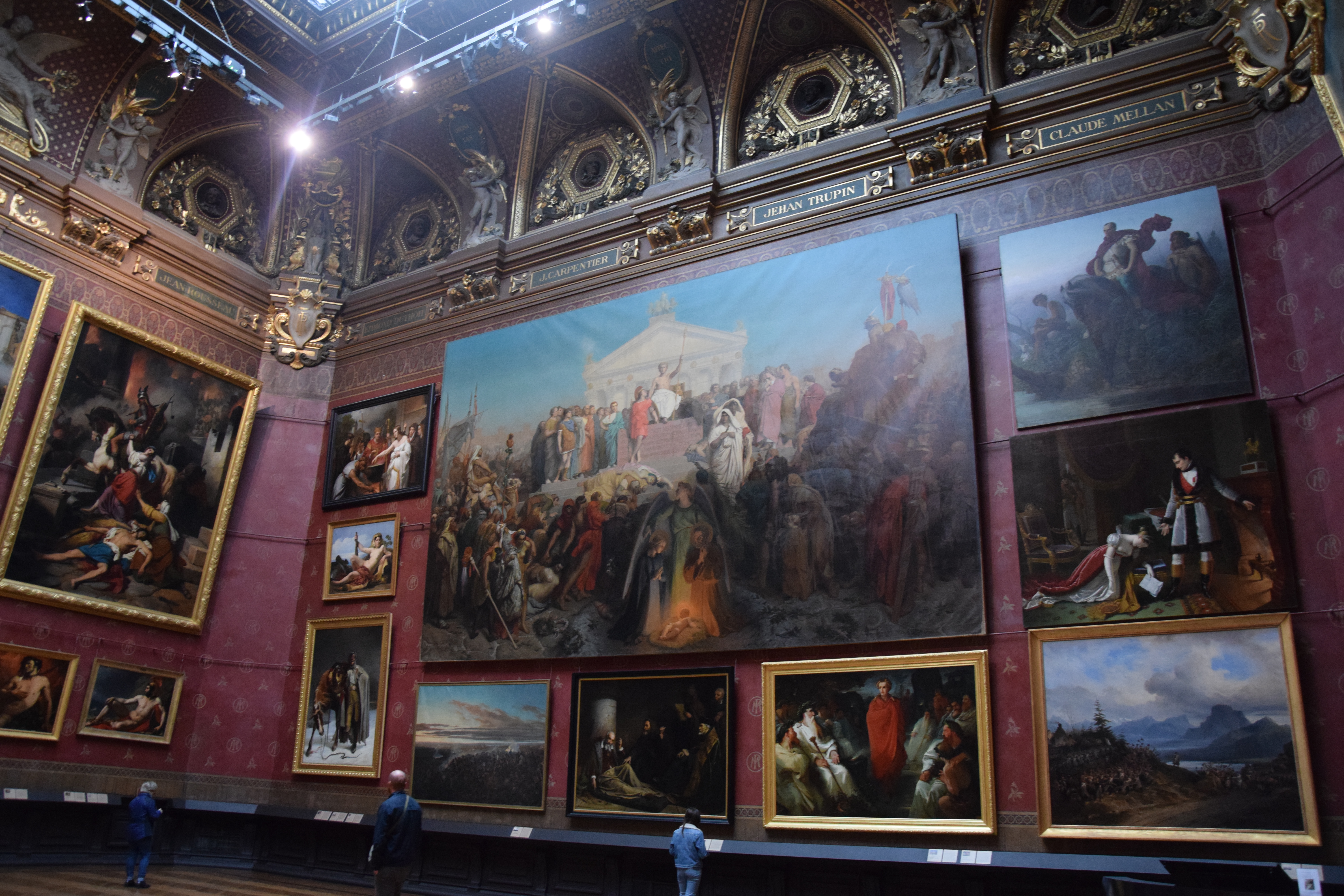
Le tableau dans le grand salon du musée d'Amiens.

Jean-Léon Gérôme arrivé à Paris en 1841 et devient élève de Paul Delaroche. Il obtient une médaille de 3e classe au Salon de 1847 avec Un combat de coqs. Il présente « Intérieur grec, le Gynécée » au Salon de 1850 qui est acquis par le président de la République, Napoléon III. L’État lui commande, en 1852, une grande toile pour l'Exposition universelle de 1855. Le Second Empire débutant octroie à Gérôme la somme 20 000 Fr pour réaliser une œuvre monumentale qu'il met trois ans à réaliser, Le Siècle d'Auguste. Il demande une avance de 5 000 Fr afin de financer un voyage en Europe Orientale, durant lequel il effectue des recherches d’ordre ethnographique. Le 8 mai 1854, un rapport d’inspection indique que le carton est terminé, et que Gérôme en est au stade de l’étude finale. Gérôme réalise beaucoup de dessins préparatoires, certains sont au Musée Rolin à Autun, au Musée de Cambridge en Grande-Bretagne ainsi qu’au Musée Jean-Léon Gérôme de Vesoul.

## Thème

L’Apothéose d’Homère d’Ingres.

Le tableau est un résumé allégorique des grands évènements qui marquèrent le règne de l’empereur romain Auguste, de 27 av. J.-C. à 14 apr. J.-C. Le tableau est fortement inspiré de L'Apothéose d'Homère d’Ingres.
Gérôme choisi de représenter un passage du Discours sur l'Histoire universelle, de Jacques-Bénigne Bossuet, datant de 1681, sur l’instauration de la Pax Romana par Auguste, et la naissance de Jésus-Christ.

« Les restes de la république périssent avec Brutus et Cassius. Antoine et César, après avoir ruiné Lépide, se tournent l’un contre l’autre. Toute la puissance romaine se met sur la mer. César gagne la bataille actiaque : les forces de l’Égypte et de l’Orient qu’Antoine menait avec lui sont dissipées : tous ses amis l’abandonnent, et même sa Cléopâtre pour laquelle il s’était perdu. Hérode Iduméen qui lui devait tout, est contraint de se donner au vainqueur, et se maintient par ce moyen dans la possession du royaume de Judée, que la faiblesse du vieux Hyrcan avait fait perdre entièrement aux Asmonéens. Tout cède à la fortune de César : Alexandrie lui ouvre ses portes : l’Égypte devient une province romaine : Cléopâtre qui désespère de la pouvoir conserver, se tue elle-même après Antoine : Rome tend les bras à César, qui demeure sous le nom d’Auguste et sous le titre d’empereur seul maître de tout l’empire. Il dompte vers les Pyrénées, les Cantabres et les Asturiens révoltés : l’Éthiopie lui demande la paix : les Parthes épouvantés lui renvoient les étendards pris sur Crassus avec tous les prisonniers Romains : les Indes recherchent son alliance : ses armes se font sentir aux Rhetes ou Grisons, que leurs montagnes ne peuvent défendre : la Pannonie le reconnaît : la Germanie le redoute, et le Veser reçoit ses lois. Victorieux par mer et par terre, il ferme le temple de Janus. Tout l’univers vit en paix sous sa puissance, et Jésus-Christ vient au monde. »

— Bossuet.

## Description

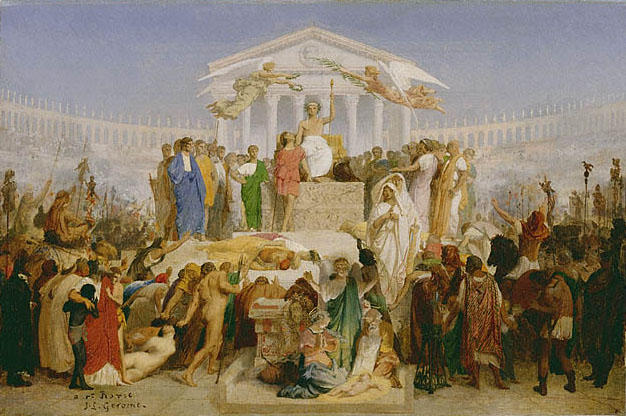
Dessin préparatoire de 37 × 53 cm, réalisé en 1853-1854, conservé au J. Paul Getty Museum à Los Angeles.

La composition du tableau s'organise de façon pyramidale, symétriquement autour d'un axe vertical passant par le personnage d'Auguste. Dans la partie haute du tableau, la façade du temple de Janus (dont la fermeture des portes signale les périodes de paix) domine avec un ciel sans nuage et le plan est coupé par les murailles de la ville au loin, le peuple romain massé admirant la scène.
Devant le temple, Auguste divinisé en Jupiter capitolin est assis, à côté d'une petite statue du même Jupiter, sur un trône lui-même posé sur un socle en marbre. Il tient dans sa main gauche le sceptre du monde et sa main droite est posée sur une femme debout et adossée à l'estrade. Elle est vêtue d'une chlamyde rouge, porte une lance et un bouclier : il s'agit de la personnification de Rome. À droite des pieds d'Auguste est placée l'aigle impériale. L'inscription sur le socle est dédiée à la gloire d'Auguste, en énumérant ses victoires et les provinces pacifiées : Caesar Augustus imperator, victor Cantabrorum et Asturum, Parthorum, Rhoetorum et Indorum, Germaniae, Pannoniaeque domitor, pacificator orbis, pater patriae.

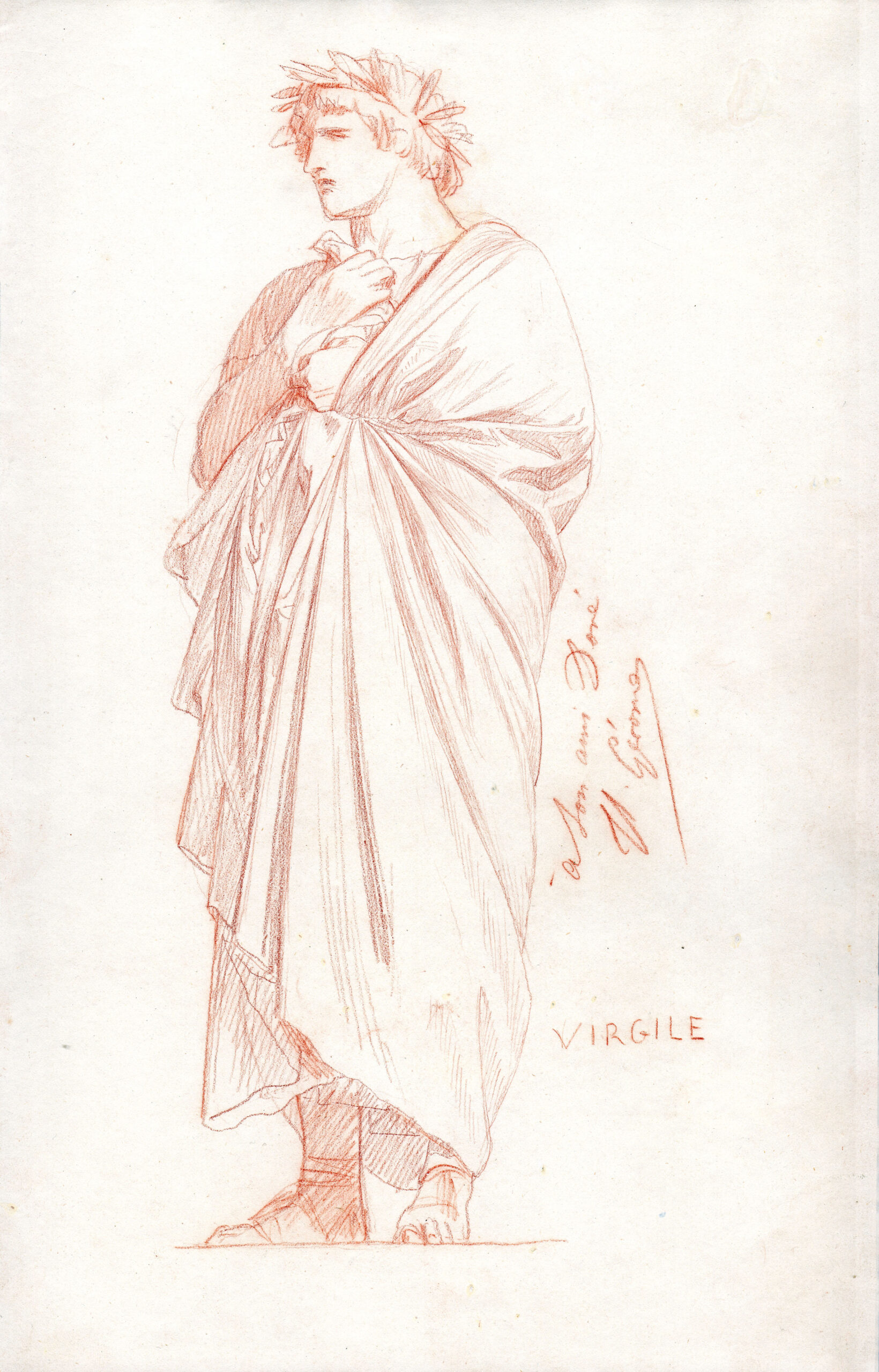
Dessin préparatoire de Virgile.

À droite de l'empereur sont rassemblés plusieurs artistes dont il a été le mécène, dont un acteur portant un masque de théâtre, Vitruve brandissant une maquette, un sculpteur son ciseau, Virgile le rouleau de l'Énéide, ainsi que Tite-Live, Horace, Properce et Ovide. À gauche de l'estrade figurent les hommes d'État ayant servi l'empereur, notamment Tibère, Claude, Cicéron, Agrippa, Mécène et Germanicus.
Au pied de l'estrade sont rassemblées des évocations de la guerre civile. À droite, en haut des marches, Jules César, vêtu de bleu, est représenté gisant mort, portant sa couronne triomphale, face vers le ciel ; Brutus et Cassius s'éloignent en descendant les marches, la toge relevée sur leurs têtes, le premier tenant son poignard, le second regardant au loin leur destin. À gauche, sur les marches, gisent les cadavres de Cléopâtre (portant une coiffe égyptienne) et de Marc Antoine (face contre le sol).
Dans la partie inférieure du tableau, se rassemblent de nombreuses populations pour payer le tribut au nouvel empereur, et se soumettre à la Pax Romana. Dans la partie droite du tableau, il présente différents groupes : des Indiens montés sur un éléphant ; un Parthe rapporte à Auguste les enseignes romaines perdues par Crassus à la bataille de Carrhes ainsi que des prisonniers libérés ; un Germain du Nord couvert de peaux de bêtes ; une mère barbare et ses enfants déjà romanisés. À gauche, deux hommes amènent des captifs nus en les tirant par les cheveux (symbolisant les populations asservies) ; un vieux roi oriental, trop faible face à la force romaine, est soutenu par deux esclaves, un jeune garçon noir tenant un bouclier et une femme presque nue ; en miroir du groupe avec l’éléphant, de jeunes Arabes et Égyptiens sont juchés sur des dromadaires.
En bas du tableau et légèrement décentré, est représentée la naissance de Jésus. Le nouveau-né, étincelant de lumière orangée sur son lit de paille, Marie et Joseph agenouillé autour de lui en posture de prière, sont séparés de la foule par les ailes protectrices d'un ange qui regarde derrière lui. Le tableau est signé et daté en bas à gauche « J.L. GEROME MDCCCLV »